# Suikoden II
 (juin 2009).
Si vous disposez d'ouvrages ou d'articles de référence ou si vous connaissez des sites web de qualité traitant du thème abordé ici, merci de compléter l'article en donnant les références utiles à sa vérifiabilité et en les liant à la section « Notes et références ».
Suikoden II est un jeu vidéo de rôle développé par Konami Computer Entertainment Tokyo et édité par Konami sur  PlayStation en 1998.
Il s'agit du deuxième épisode de la série des Suikoden. L'histoire se déroule trois ans après les évènements du premier opus, Suikoden.

## Système de jeu
Suikoden est un RPG classique en 2D dont l’originalité est d'amener le joueur à enrôler 108 personnage dans son armée en suivant des quêtes annexes ou bien la trame principale (pour plus de détails, voir la section "l'armée").
Le jeu utilise la perspective isométrique. Le joueur est amené à alterner entre villes et donjons en passant par la carte du monde (mécanique identique à Final Fantasy VI ou encore Mystic Quest Legend sur Super Nintendo).
Les villes sont l’occasion d’interagir avec des personnages non jouables notamment en les interrogeant afin de faire avancer l'intrigue ou bien recueillir des informations et des quêtes annexes.
Les donjons sont l'occasion d'explorer un lieu plus ou moins labyrinthique infesté d'ennemis que le héros sera amené à affronter aléatoirement. Bien souvent, un donjon se ponctue par la présence d'un boss.
La carte du monde relie les différents donjons et villes entre eux. Elle est également le théâtre d'affrontements aléatoires.
Le jeu propose également un système d'expérience (via les combats) et de montée de niveau. À chaque montée de niveau, les points de statistiques destinés à renforcer le personnage sont distribués de manière prédéfinie.
Il existe un système d'équipement influençant la défense du personnage (on peut trouver de l'équipement dans les magasins, dans des coffres ou en récompense des combats).
Chaque héros possède une arme prédéfinie dont il est possible d'améliorer les caractéristiques moyennant finances via un forgeron.
Pour finir, il existe un système de magie portée par les runes. Chaque héros possède jusqu'à trois emplacements sur lesquels il est possibles de placer une rune. On distingues 2 grands types de rune: l'attaque spéciale unique et un élément magique débloquant quatre attaques distinctes. Associer certaines runes sur un personnage permet d'ouvrir des attaques dites combo.
À noter que certaines runes sont uniques et liées à un personnage sous l'effet de contraintes scénaristiques. Typiquement, le héros possède la rune du bouclier lumineux qu'il ne peut pas déséquiper et qui ne se trouve nulle part ailleurs.

### Les combats
Le jeu a comme intérêt de proposer trois sortes de combats différents.
- Les combats normaux

Ce type de combat est celui qu'on rencontre le plus souvent dans l'aventure. Ils se déroulent sur la carte du monde, dans les donjons et dans certaines autres occasions. Ils ont comme caractéristiques d’impliquer un ennemi ou un groupe d'ennemis et le héros avec ou sans ses compagnons. Le groupe du héros ne peut comporter que six personnages au maximum (héros compris). Le combat se déroule en deux temps : d'abord le joueur choisit de se battre ou de fuir, si la fuite est réussie le combat prend fin, sinon les ennemis réalisent leur action sans que le joueur ne puisse rien faire de ce tour. S’il choisit de se battre, le combat se déroule en tour par tour (une fois l'action de chaque personnage décidée, les personnages et les ennemis agissent à tour de rôle et selon la rapidité de chacun).
- Les combats stratégiques

Les combats stratégiques impliquent des armées. Les personnages sont alors les commandants de bataillon de soldats. Néanmoins certains bataillons ne sont pas dirigés par des personnages et seuls certains personnages de votre armée peuvent en commander. Chaque bataillon de votre armée se compose d'un commandant et peut recevoir deux auxiliaires au maximum. Le commandant représente les caractéristiques de défense et d'attaque du bataillon, les auxiliaires servent à augmenter ses caractéristiques, la valeur de l’augmentation dépendant de l'auxiliaire choisi. En plus des caractéristiques d'attaque et de défense, chaque bataillon possède un mode de déplacement qui dépend des compétences de son commandant. Ainsi un commandant disposant de la compétence « cavalerie » permettra à ces hommes d'être à cheval et donc de se déplacer sur de plus grandes distances. Un bataillon avec à sa tête un commandant sans compétences de mouvements particulières se déplacera à pied. Un auxiliaire peut aussi fournir des compétences de mouvement à un bataillon. Différents moyens d’attaque peuvent être utilisés par les bataillons, ainsi selon le commandant ou l'auxiliaire présent dans le bataillon, les soldats pourront utiliser des arcs ou de la magie, en plus du combat au corps à corps. Les arcs et la magie permettent d'attaquer des bataillons éloignés sans subir de dommages si les unités attaquées ne sont pas aussi équipées d'arcs ou ne savent pas manier la magie et si les unités ne sont pas côte à côte, auquel cas le combat aurait lieu au corps à corps.
Ces combats ont pour base la carte du monde, les montagnes étant infranchissables et les forêts vous ralentissant. Ce système de combats a lieu au tour par tour. Le joueur commence toujours et peut choisir d'activer les bataillons qu'il possède dans l'ordre qu'il désire. Une fois un bataillon activé le joueur peut le déplacer en fonction de la distance qu'il peut parcourir et du décor. Puis le bataillon peut soit attaquer une unité à portée, soit utiliser une de ses capacités, soit attendre. Une fois l'action choisie, le bataillon est désactivé et le joueur ne peut plus utiliser le bataillon ni annuler son action. Il passe ensuite à un autre bataillon. Quand le joueur a utilisé tous les bataillons qu'il désirait, il met fin à son tour et c'est à l'adversaire de faire de même. Si un bataillon en attaque un autre, la valeur d'attaque du bataillon attaquant est comparée à celle du bataillon défenseur, si la valeur  de l'attaquant est supérieure à celle du défenseur, le bataillon qui a subi l'attaque reçoit  une blessure (qui correspond, sur le champ de bataille, pour la première blessure, à la perte de la moitié des effectifs du bataillon concerné) et inversement si c’est la valeur de défense du bataillon défenseur qui est  supérieure à celle d'attaque du bataillon attaquant. Néanmoins, le facteur chance est impliqué dans le calcul et que différentes compétences des bataillons peuvent être utilisées dans ses combats pour favoriser le bataillon concerné. En général, si un bataillon subit deux blessures, il est détruit et par la même disparaît du champ de bataille.
- Les duels

Ce type de combat n'implique que deux protagonistes, le héros et son ennemi (toujours un personnage de l'histoire et non un monstre). La vie de chaque personnage est représentée par une jauge jaune qui diminue à chaque coup reçu. Quand la jauge d'un personnage  est vide, ce personnage (héros ou ennemi) est mort. Le joueur a le choix entre trois actions pour le héros : attaquer, défendre et réaliser une attaque féroce (l'ennemi choisi parmi les mêmes actions). Attaquer permet d'infliger des dommages à l'adversaire quelle que soit l'action qu'il choisira. Défendre permet de diminuer les dégâts reçus si l'adversaire a choisi d'attaquer et permet aussi d'éviter une attaque féroce et de contre-attaquer après cette attaque féroce avec une puissante attaque. Enfin réaliser une attaque féroce permet d'infliger de lourds dégâts à l'adversaire s’il n'est pas en défense. Une fois que le joueur a choisi son action, les protagonistes l’exécutent.
Plus le héros a un niveau élevé plus les dégâts qu'il inflige sont élevés.

### L'armée
La plus grande originalité du titre est qu'il place le héros à la tête d'une armée plutôt que d'un petit groupe d'élus.
Ainsi, le joueur est rapidement amené à prendre possession d'un château destiné à héberger ses compagnons. Ce dernier est traité comme une ville à part entière et évolue au fur et à mesure de vos recrutement avec de nouvelles salles qui s'ouvrent à mesure que les personnages y soient invités par le héros.
Le joueur sera invité à composer une armée de 108 personnages. Certains, comme le héros, sa sœur Nanami ou Viktor, le chef des mercenaires au service de Muse vous rejoindront obligatoirement au cours du jeu. Alors que pour d'autres, il vous faudra réaliser des quêtes ou des actions précises pour qu'ils fassent partie de votre troupe sans quoi ils ne vous rejoindront pas. De plus certains de ces personnages sont jouables et peuvent être choisis pour combattre les ennemis qui peuplent le monde. À l'inverse certains ne prendront part qu'aux combats stratégiques ou offriront de nouvelles fonctionnalités dans votre château en tenant le rôle de marchands, aubergistes, bibliothécaires...
Les personnages peuvent éventuellement mourir lors des batailles rangées (voir la section combats stratégiques)
Si on possède une sauvegarde du premier Suikoden (sauvegarde faite dans le dernier donjon), il est même possible de recruter Tir McDohl, le héros de Suikoden...

## L'histoire

### Univers
Suikoden II se déroule quelques années après le premier opus de la série et a lieu dans un pays voisin (qui est d'ailleurs mentionné dans le premier épisode). La région de Toran, théâtre du premier épisode pourra être en partie visitée, en particulier la capitale Gregminster.

### Le scénario
Le royaume de Highland et la Ville-État de Jowston (l'association de plusieurs villes indépendantes) viennent de signer un traité de paix. Le héros et son ami Jowy, appartenant tous deux à la brigade Licorne de l'armée de Highland, s'apprêtent à rentrer le lendemain à Kyaro, leur village natal. Cependant, pendant la nuit, leur campement est attaqué par des troupes de Jowston, malgré le traité de paix. Rowd, le commandant de la brigade, donne alors l'ordre de battre en retraite vers la forêt. Le héros et son ami prennent alors la direction de la forêt, mais en cours de route Jowy soupçonne la présence d'une embuscade à la sortie de la forêt et décide d'aller en avertir leur commandant resté en arrière. Ils le retrouvent au campement en présence de Luca Blight, le prince du royaume de Highland. Ils comprennent alors que ce sont des soldats du royaume de Highland qui sont responsables de l'attaque. La destruction de la brigade Licorne permettra de faire croire que Jowston a rompu le traité et justifiera une nouvelle guerre. Remarquant que leur plan est démasqué, les troupes du prince tentent d'assassiner nos deux héros, qui parviennent in extremis à s'enfuir en sautant d'une cascade.
Le héros et Jowy rejoindront par la suite des mercenaires au service de la Ville-État de Muse, et recevront deux runes opposés : le rune du Bouclier Lumineux pour le héros et celui de l'Épée Noire pour Jowy, qui sont les deux composantes du rune Début.
Au cours de la guerre, Jowy rejoindra les forces de Highland à la suite d'une odieuse trahison, deviendra un des généraux du royaume, et épousera la princesse Jillia du royaume de Highland. Tandis que le héros prendra la tête des forces de Jowston après une longue reconquête de leur territoire, perdu à la suite de la débâcle face à l’armée du royaume de Highland.

## Accueil
Electronic Gaming Monthly 7/10 • GameSpot 7.6/10 • IGN 9/10 • Joypad 8/10 • Playstation Magazine US  4/5

## Postérité
En 2018, la rédaction du site Den of Geek mentionne le jeu en 25e position d'un top 60 des jeux PlayStation sous-estimés : « Suikoden II est un autre excellent JRPG pour la PS1. L'histoire est une des meilleures du genre, et le design intentionnellement traditionnel ne déçoit pas. »

## Remake
Le 16 septembre 2022, Konami annonce pour la première fois Suikoden I & II HD Remaster : Gate Rune and Dunan Unification Wars, une compilation des deux premiers épisodes de la saga Suikoden remasterisés. Après plusieurs reports, la sortie définitive est prévue pour le 6 mars 2025 sur Nintendo Switch, Playstation 4, Playstation 5, Xbox One, Xbox Series X/S et PC.